# Naidaijin
Naidaijin (内大臣?), traducido como Ministro del Interior, era un puesto gubernamental japonés. El rol, rango y autoridad del naidaijin varió a través de la historia.
En el sistema ritsuryō, establecido por el Código Taihō en 702, el ministro del Interior estaba en la tercera posición tras el sadaijin (Ministro de la Izquierda) y el udaijin (Ministro de la Derecha).

## Lista de naidaijin
1. Fujiwara no Yoshitsugu (777)
2. Fujiwara no Uona (777 - 781)
3. Fujiwara no Takafuji (900)
4. Fujiwara no Kanemichi (972 - 974)
5. Fujiwara no Michitaka (989 - 991)
6. Fujiwara no Michikane (991 - 994)
7. Fujiwara no Korechika (994 - 996)
8. Fujiwara no Kinsue (997 - 1017)
9. Fujiwara no Yorimichi (1017 - 1021)
10. Fujiwara no Norimichi (1021 - 1047)
11. Fujiwara no Yorimune (1047 - 1060)
12. Fujiwara no Morozane (1060 - 1065)
13. Minamoto no Morofusa (1065 - 1069)
14. Fujiwara no Nobunaga (1069 - 1080)
15. Fujiwara no Yoshinaga (1080 - 1082)
16. Fujiwara no Moromichi (1083 - 1099)
17. Minamoto no Masazane (1100 - 1115)
18. Fujiwara no Tadamichi (1115 - 1122)
19. Minamoto no Arihito (1122 - 1131)
20. Fujiwara no Munetada (1131 - 1136)
21. Fujiwara no Yorinaga (1136 - 1149)
22. Minamoto no Masasada (1149 - 1150)
23. Tokudaiji Saneyoshi (1150 - 1156)
24. Fujiwara no Koremichi (1156 - 1157)
25. Sanjō Kiminori (1157 - 1160)
26. Fujiwara no Motofusa (1160 - 1164)
27. Fujiwara no ??yoshi (1164 - 1165)
28. Kujō Kanezane (1165 - 1166)
29. Taira no Kiyomori (1166 - 1167)
30. Fujiwara no Tadamasa (1167 - 1168)
31. Minamoto no Masamichi (1168 - 1175)
32. Fujiwara no Moronaga (1175 - 1177)
33. Taira no Shigemori (1177 - 1179)
34. Konoe Motomichi (1179 - 1182)
35. Taira no Munemori (1182 - 1183)
36. Tokudaiji Sanesada (1184 - 1186)
37. Kujō ??michi (1186 - 1188)
38. Fujiwara no Kanefusa (1190 - 1191)
39. Nakayama Tadachika (1191 - 1194)
40. Kujō Yoshitsune (1195 - 1196)
41. Konoe Iezane (1199)
42. Minamoto no Michichika (1199 - 1200)
43. Saionji ?? (1205 - 1206)
44. Konoe ?? (1207 - 1208)
45. Tokudaiji ?? (1208 - 1211)
46. Kujō Michiie (1212 - 1214)
47. Minamoto no Sanetomo (1218)
48. Konoe ?? (1218 - 1219)
49. Koga Michiteru (1219 - 1221)
50. Saionji Kintsune (1221 - 1222)
51. Kujō ?? (1224 - 1227)
52. Konoe ?? (1227 - 1231)
53. Saionji Saneuji (1231 - 1235)
54. Nijō Yoshizane (1235 - 1236)
55. Kujō Motoie (1237 - 1238)
56. ?? (1240 - 1241)
57. Takatsukasa Kanehira (1241 - 1244)
58. Kujō Tadaie (1244 - 1246)
59. Tōin ?? (1257 - 1258)
60. Konoe ?? (1258 - 1261)
61. Takatsukasa ?? (1262 - 1265)
62. Ichijō ?? (1267 - 1268)
63. ?? (1271 - 1275)
64. Konoe ?? (1275 - 1288)
65. Koga ?? (1288)
66. Takatsukasa ?? (1288 - 1289)
67. Saionji Sanekane (1289 - 1291)
68. Kujō Moronori (1291 - 1294)
69. Koga ?? (1297)
70. Takatsukasa Fuyu?? (1299 - 1302)
71. Ichijō ?? (1302 - 1304)
72. Konoe ?? (1305)
73. Konoe ?? (1309 - 1313)
74. Tōin ?? (1315 - 1316)
75. Ichijō Uchitsune (1318)
76. Rokujō ?? (1319)
77. Takatsukasa Fuyu?? (1322 - 1324)
78. Konoe ?? (1326 - 1330)
79. Koga ?? (1330 - 1331)
80. ?? (1331 - 1332)
81. Ichijō Tsunemichi (1335 - 1337)
82. Takatsukasa ?? (1337 - 1339)
83. Konoe ?? (1341 - ?)
84. Koga ?? (1356 - 1362)
85. Nijō ?? (1366 - 1367)
86. Konoe ?? (1375 - 1378)
87. Ashikaga Yoshimitsu (1381 - 1382)
88. Ichijō Tsunetsugu (1388 - 1394)
89. Kujō ?? (1396 - 1399)
90. Konoe ?? (1399 - 1402)
91. Nijō ?? (1402 - 1409)
92. Ichijō Kaneyoshi (1421 - 1424)
93. Konoe ?? (1426 - 1429)
94. Koga ?? (1429 - ?)
95. Ashikaga Yoshinori (1432)
96. Takatsukasa ?? (1435 - 1438)
97. Konoe ?? (1455 - 1457)
98. Ashikaga Yoshimasa (1458 - 1460)
99. Koga ?? (1461 - 1464)
100. Kujō ?? (1464 - 1465)
101. Takatsukasa ?? (1468 - 1475)
102. Konoe (1475 - 1476)
103. ?? (1485)
104. Ichijō Fuyuyoshi (1488 - 1493)
105. Koga ?? (1497 - 1499)
106. Takatsukasa ?? (1506 - 1507)
107. Konoe Nobutada (1580 - 1585)
108. Toyotomi Hideyoshi (1585 - 1586)
109. Tokugawa Ieyasu (1596 - 1603)
110. Toyotomi Hideyori (1603 - 1605)
111. Tokugawa Hidetada (1605 - 1606)
112. Tokugawa Iemitsu (1623 - 1626)
113. Tokugawa Ietsuna (1651 - 1653)
114. ?? (1661)
115. Koga ?? (1661 - ?)
116. Koga ?? (1791 - 1795)
117. Tokugawa Ieyoshi (1822 - 1837)
118. Tokudaiji Sanekata (1848 - 1849)
119. Sanjō ?? (1857 - 1858)
120. ?? (1858 - 1859)
121. Nijō Nariyuki (1859 - 1862)
122. Koga ?? (1862)
123. Tokudaiji Kin'ito (1863)
124. Konoe Tadafusa (1863 - 1867)
125. Tokugawa Yoshinobu (1867 - 1868

- Datos: Q1185338